# 分煙

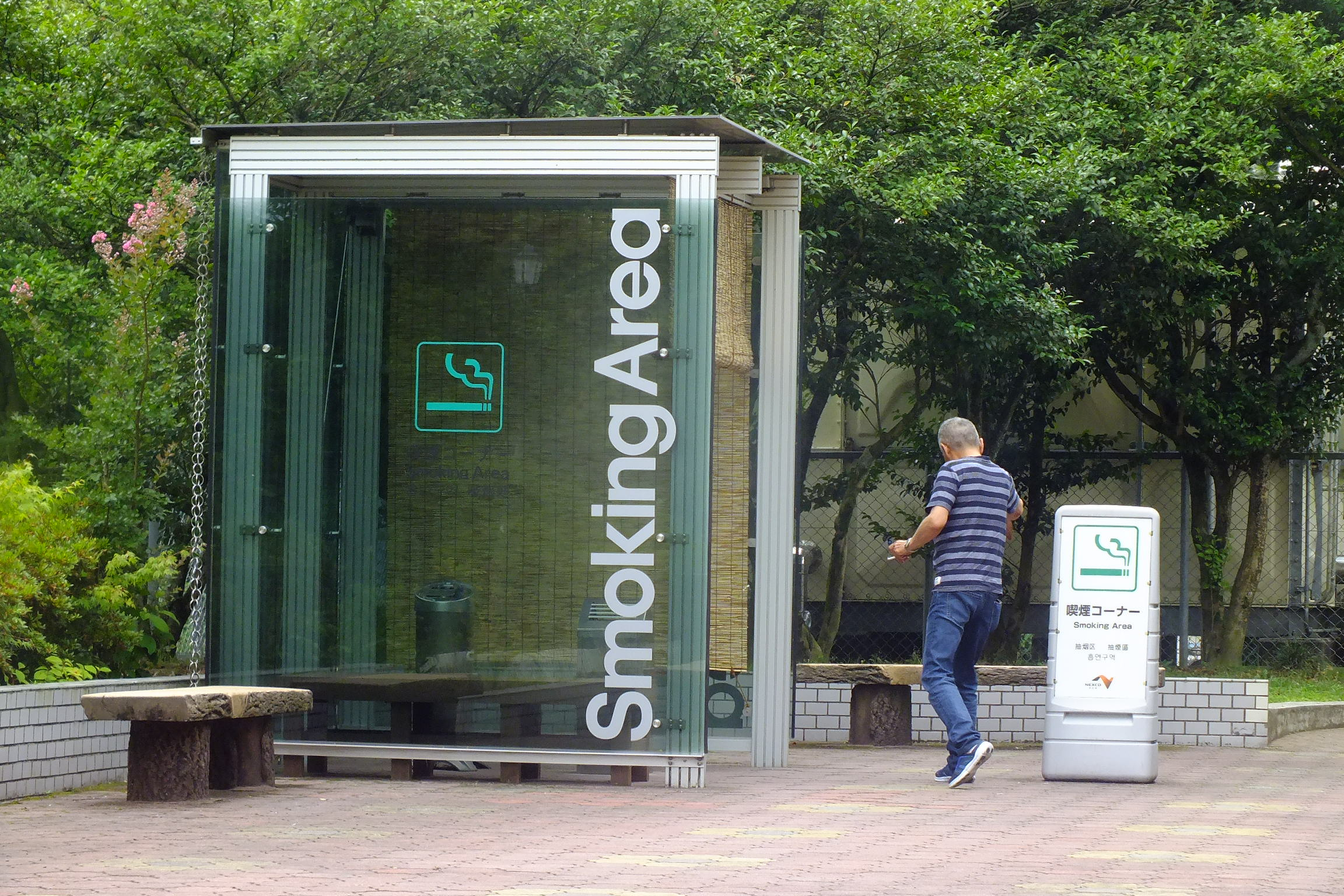
高速道路パーキングエリア内の喫煙エリア（虎渓山パーキングエリア）

分煙（ぶんえん）とは、広義には、受動喫煙の防止を目的として、不特定多数の人が利用する公共の場所や施設等において、喫煙が可能な空間や時間を区切って設定すること。狭義には、喫煙場所となる空間と、それ以外の非喫煙場所となる空間に分割する方法（空間分煙）をいう。
「分煙」という語彙のメディア初出は、1985年（昭和60年）3月17日、朝日新聞「座標」欄「“たばこ戦争”新時代　煙に「指定席」必要　論説委員・大熊由紀子」であった。

## 概要

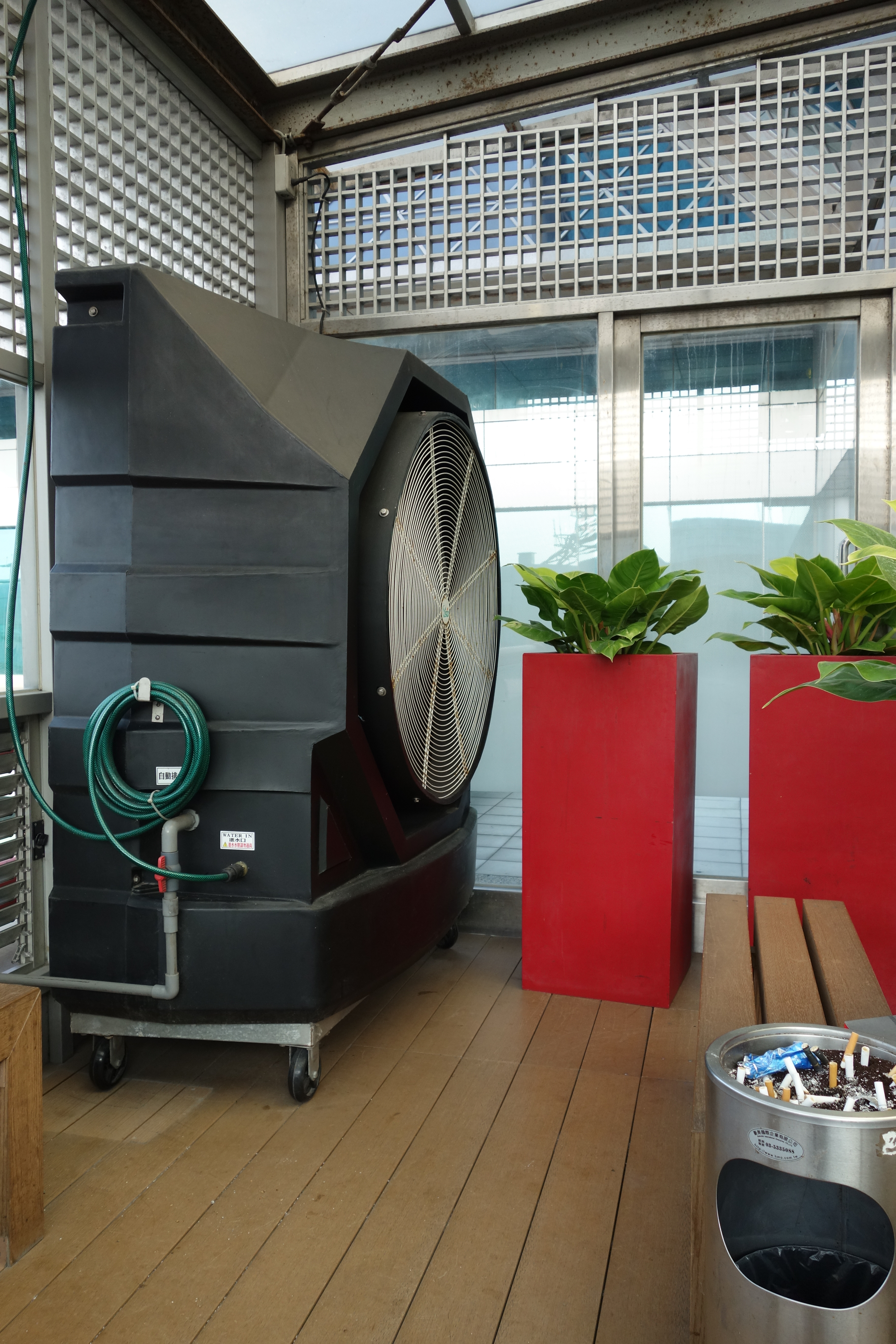
喫煙所の巨大な送風機
（台湾・桃園国際空港）

空間分煙とは喫煙可能な喫煙エリアを設けてそれ以外のエリアを禁煙とすることをいう。また、時間帯分煙とは昼間は禁煙、夜間は喫煙可とするなど同一空間において喫煙タイムと禁煙タイムを設けて行う分煙をいう。
分煙と言えば一般的には空間分煙を指し、都市空間など広い空間のレベルでの空間分煙にも用いられるが、同一施設内での空間分煙について言う場合もある。
施設内での空間分煙は喫煙エリアを設置するだけではなく、喫煙エリアから禁煙エリアへの煙の流れをきちんとコントロールすることによって成立する。施設内での空間分煙は主に物理的な壁で仕切ったり、あるいは換気・空調装置を工夫する事で行われ、たとえばフロアごとにエリアを設定することはフロア分煙という。この他にも強力な吸引力で周囲の煙を吸い込んで取り除く空気清浄機の利用も見られるが、空気清浄機では十分な受動喫煙防止効果が得られない、とする学会の見解がある。
2003年4月30日付で厚生労働省健康局長が受動喫煙防止対策に関連して都道府県知事などに行った通知に別添された分煙効果判定基準報告書によると、空気清浄機は環境たばこ煙中の浮遊粒子状物質の除去については有効な機器があるが、ガス状成分の除去については不十分であるため、その使用にあたっては、喫煙場所の換気に特段の配慮が必要であるとしている。
空気清浄機によるたばこ煙中の粒子状物質の除去については、電気集塵式や活性炭・特殊繊維（→HEPA）・光触媒などのフィルターや濾過方式の質にもよって幾分変化する。空調機器メーカーにしても様々な製品を投入しているが、総じて高性能なものは価格も高価なものとなってしまい、専ら費用対効果で選択されている。
2007年の世界保健機関（WHO）の「受動喫煙防止のための政策勧告」では、喫煙室の設置や空気清浄機の使用は受動喫煙の防止には不十分であるとし、建物内を完全禁煙とするよう締約国に対して立法措置を求めている。

## 公共施設での空間分煙

### WHO
2003年に世界保健機関（WHO）はたばこの規制に関する世界保健機関枠組条約を採択し、同条約は2005年2月27日に発効した。
世界保健機関（WHO）の政策勧告では「完全禁煙を実施し、汚染物質であるタバコ煙を完全に除去すること。屋内のタバコ煙濃度を安全なレベルまで下げ、受動喫煙被害を受けないようにする上で、これ以外の方策はない。換気系統が別であろうとなかろうと、換気と喫煙区域設置によって受動喫煙をなくすることはできないし、行うべきでない。」とされており、「分煙では受動喫煙の問題を十分解決できない」としている。

### アイルランド
アイルランドでは2004年に受動喫煙防止法を制定し、世界で初めて国法レベルで一般職場のほかレストランやパブ等を含めた建物内での全面禁煙を実施した。

### 日本

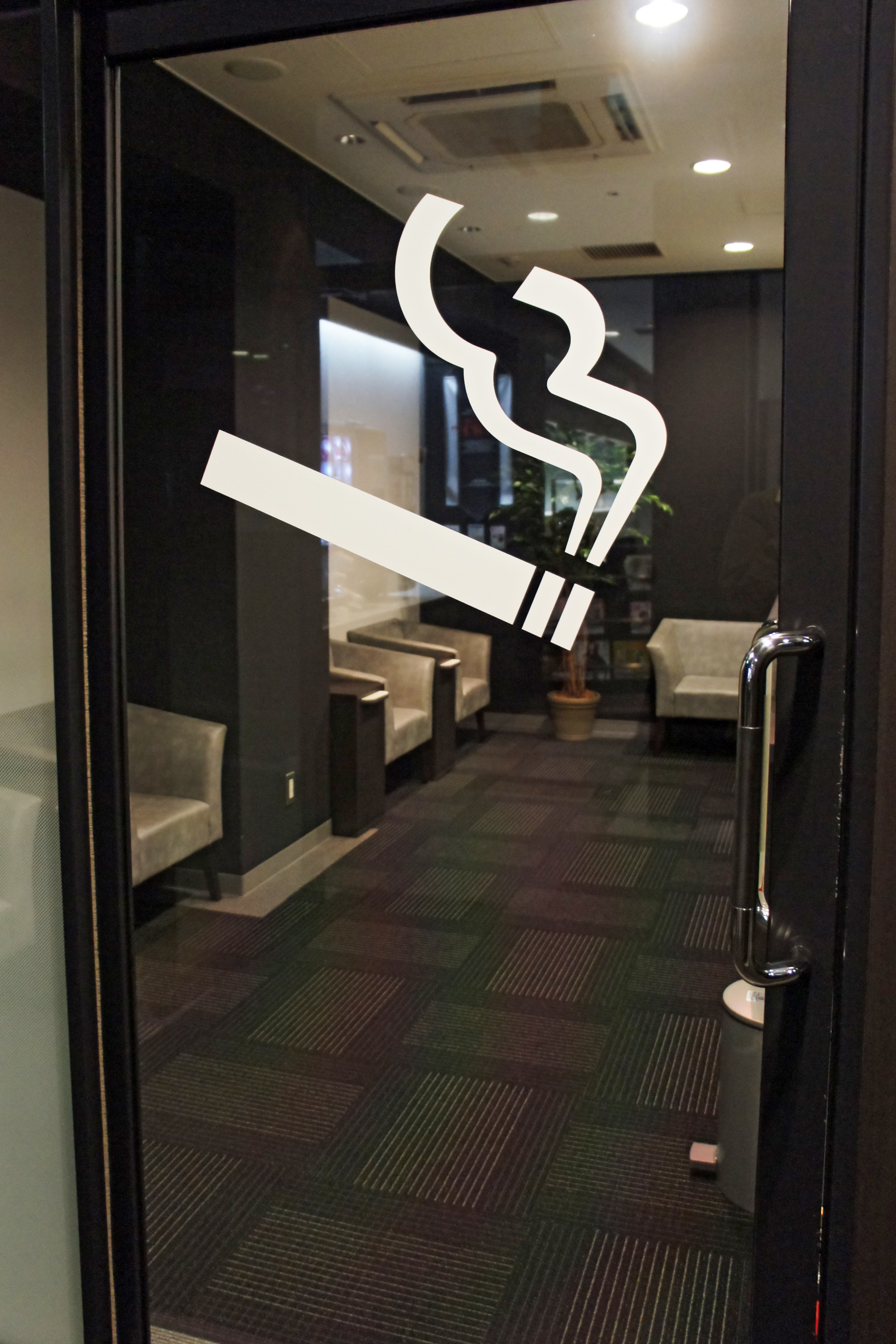
喫煙室を示す表示
（神戸空港）

#### 歴史
日本では1980年代に盛んとなった嫌煙権活動により、一定の喫煙区分が設けられる動きも見られたが、この当時では単純に壁で区切ったり、空調用の換気扇の下などを喫煙場所に定める程度のもので、禁煙場所へも煙及び有害物質が流れてしまっていた。また分煙に対する理解も低く、しばしば喫煙に絡んで施設利用者間のトラブルも見られ、その一方では防災上の不備から火災等の問題も見られた。
1990年代には、社会的にも喫煙区分と禁煙区分の分離に対する理解が得やすくなり、空調設備や空気清浄機などでも分煙に対応して充分に強力な機器の発達が見られた。また従来では健康に直接的に配慮した病院の分煙区分以外でも、職場や飲食店、あるいは公共交通サービスにおいても、これら分煙区分が発生した。ただこの当時の分煙では、利用者の健康への配慮というよりも主に防災に絡む傾向も見られ、人込みの発生する場所での事故抑止といった観点もあって、朝の通勤ラッシュ時には鉄道駅のホームで、吸殻が燻った仕切りのない喫煙スペースも見られた。
2000年代に入って施行された健康増進法により、飲食店等でも従来は客へのサービスの一環として行っていた分煙区分が法的な根拠によるものとなったことで、更に客に分煙区分の徹底を促すことにも繋がり、これは先に挙げた防災上の分煙においても理解が得やすいとされている。

#### 喫煙と分煙

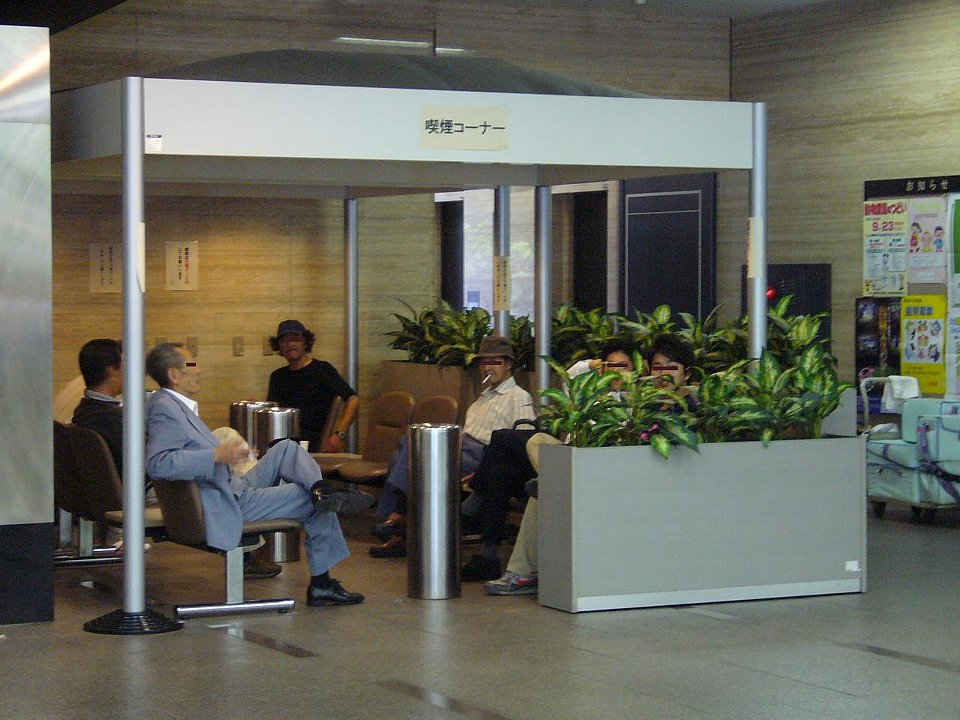
徳島市役所内の喫煙コーナー

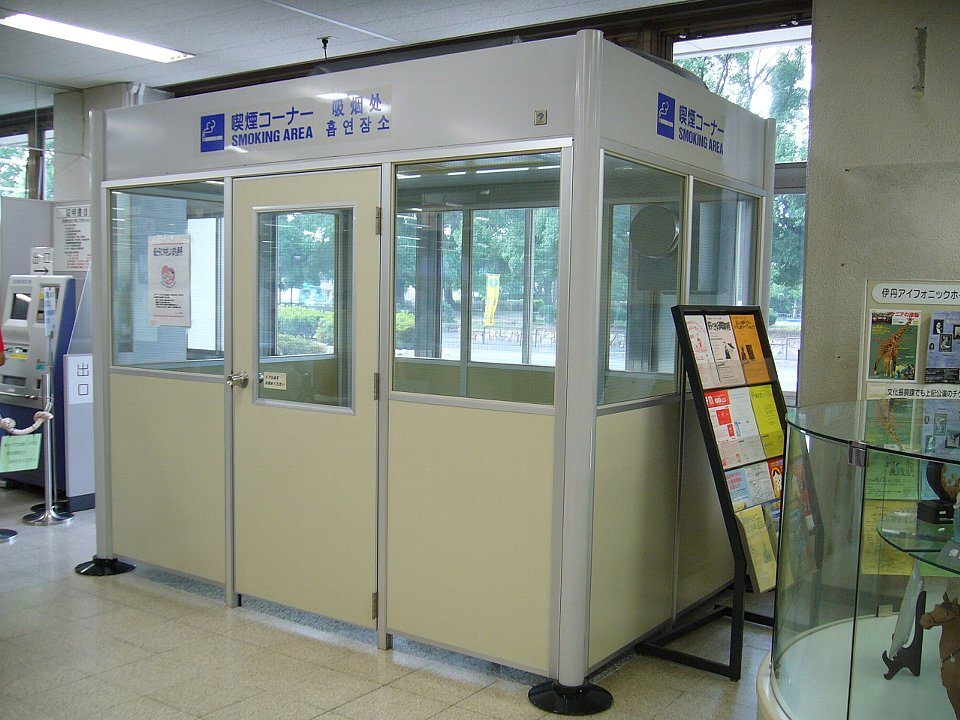
伊丹市役所内の喫煙コーナー

公共の場所での禁煙は社会の潮流であるが、非喫煙者が清浄な環境を享受することと、喫煙者が喫煙できること、この双方の利益を摩擦なく着実に満たしていくためにも、分煙は意義があると考える向きもある。
飲食店などにおいて、喫煙席と禁煙席が隣接していたり、換気が充分ではない・衝立などを設置しただけで空間が完全に仕切られないなど、受動喫煙を防止する効果が薄くあるいはほとんどないものまで分煙と呼ぶ場合もあるが、こうした状態は違法行為に問われる可能性がある。
健康増進法などの法令で施設管理者に義務付けられているのは受動喫煙の防止であって、それは全面禁煙であれば費用負担を伴わずに達成することが可能である。これに比して、一定の受動喫煙の防止効果が期待できる空間分煙を行う場合には、数百万円程度の費用負担が発生するなどの問題が生じる。
JT（日本たばこ産業）は分煙を主張しているがWHOや日本公衆衛生学会は施設自体の無煙化を主張しており、双方の意見は分かれている。

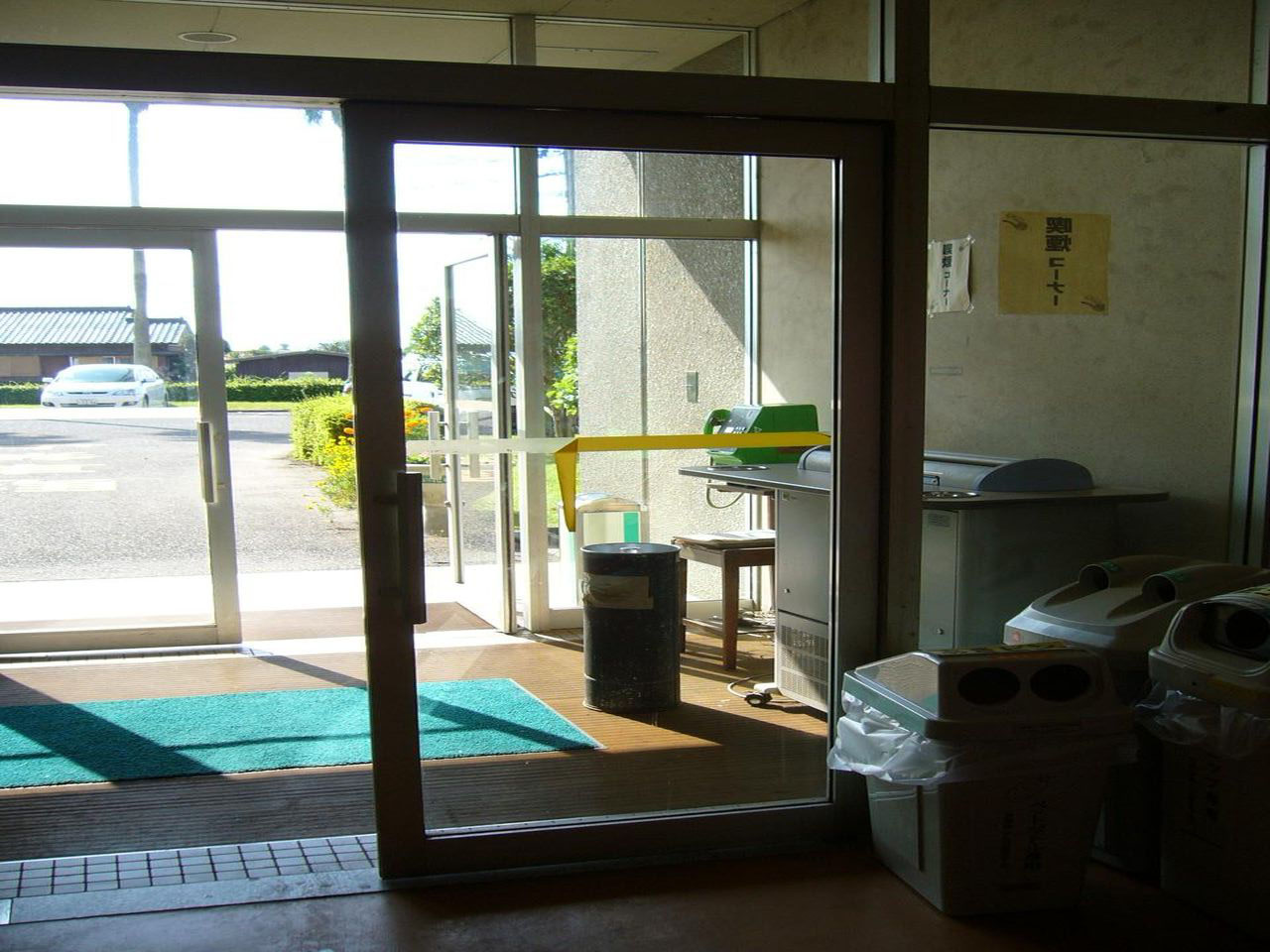
指宿市役所内の喫煙コーナー

厚生労働省「受動喫煙防止対策のあり方に関する検討会報告書」では、基本的考え方として「今後の受動喫煙防止対策は、基本的な方向性として、多数の者が利用する公共的な空間については、原則として全面禁煙であるべきである。」としている。

教育・学校関係では敷地内全体が軒並み禁煙となっているケースも多く、日本では義務教育課程の学校一般では（喫煙者の校長がいる）校長室や、生徒の利用することがない施設ですら禁煙にされている。大学では専用の喫煙スペースの設置も見られ、学生の利用もみられる。ただ設備費などの関係や校内関係者の意向もあり、軒下・回廊など室内と戸外の境界が曖昧な自動販売機設置場所周辺など休憩所では、喫煙所を兼ねている場所も少なくない。なお、近年では学校の敷地内での喫煙を全面的に禁止する大学も増加し、都道府県レベルでは2002年（平成14年）に和歌山県が敷地内全面禁煙を行い全国に波及した（学生・教員が20歳以上でも禁煙となる）。

#### 分煙の禁止、廃止
2007年に世界保健機関(WHO)のたばこ規制枠組み条約において「100％禁煙以外の措置では不完全」との指針がまとめられたことなどから、厚生労働省は受動喫煙防止対策として分煙なども廃止、禁止し、原則全面禁煙を求める通達を出した。2010年2月25日に全国の都道府県へ健康局長通知を出し、これにより地方自治体などを通じ施設管理者への対策通知が行われる。
通知は健康増進法の規定の解釈の位置付けで、対象施設は、学校、官公庁、百貨店、飲食店、娯楽施設、公共交通機関など。当面の次善策としての分煙を容認するものの、全面禁煙を原則とし将来的に全面禁煙を目指すと指導した。
2003年施行の健康増進法は受動喫煙防止を掲げたが、全面禁煙が有効だとしながらも分煙についても認めた。しかし2007年のWHOの指針を受け、分煙なども廃止し全面禁煙の方針をより明確に示すに至った。
これに際し、全国の飲食店経営者ら約8万人が加盟する全国飲食業生活衛生同業組合連合会の園田房枝事務局長は、分煙について「加盟店の多くが小規模店で、分煙スペースが確保できない」と指摘。「お酒を飲みながらたばこを吸いたいというお客さまは少なくない。不景気で客足が遠のいている中、全面禁煙は大変な打撃になる」と話す。通知の内容によっては国や自治体に全面禁煙反対の要望をすると語った。
一方、09年3月に全国に先駆けて喫煙規制である受動喫煙防止条例を成立させた神奈川県の井出康夫たばこ対策室長は「条例を制定したのは国の対策が進まなかったからで、神奈川の取り組みが全国に広がることは歓迎している」と期待をにじませた。
佐賀県庁では、改正健康増進法の施行に伴い、喫煙所が撤去されているが、同県議37人全員が紹介議員になる形で、県議会に喫煙所の再設置を求める請願を提出し、2022年3月18日の県議会本会議で採択されている。これについては「時代に逆行する」との疑問の声も上がっている。

#### 経済的影響

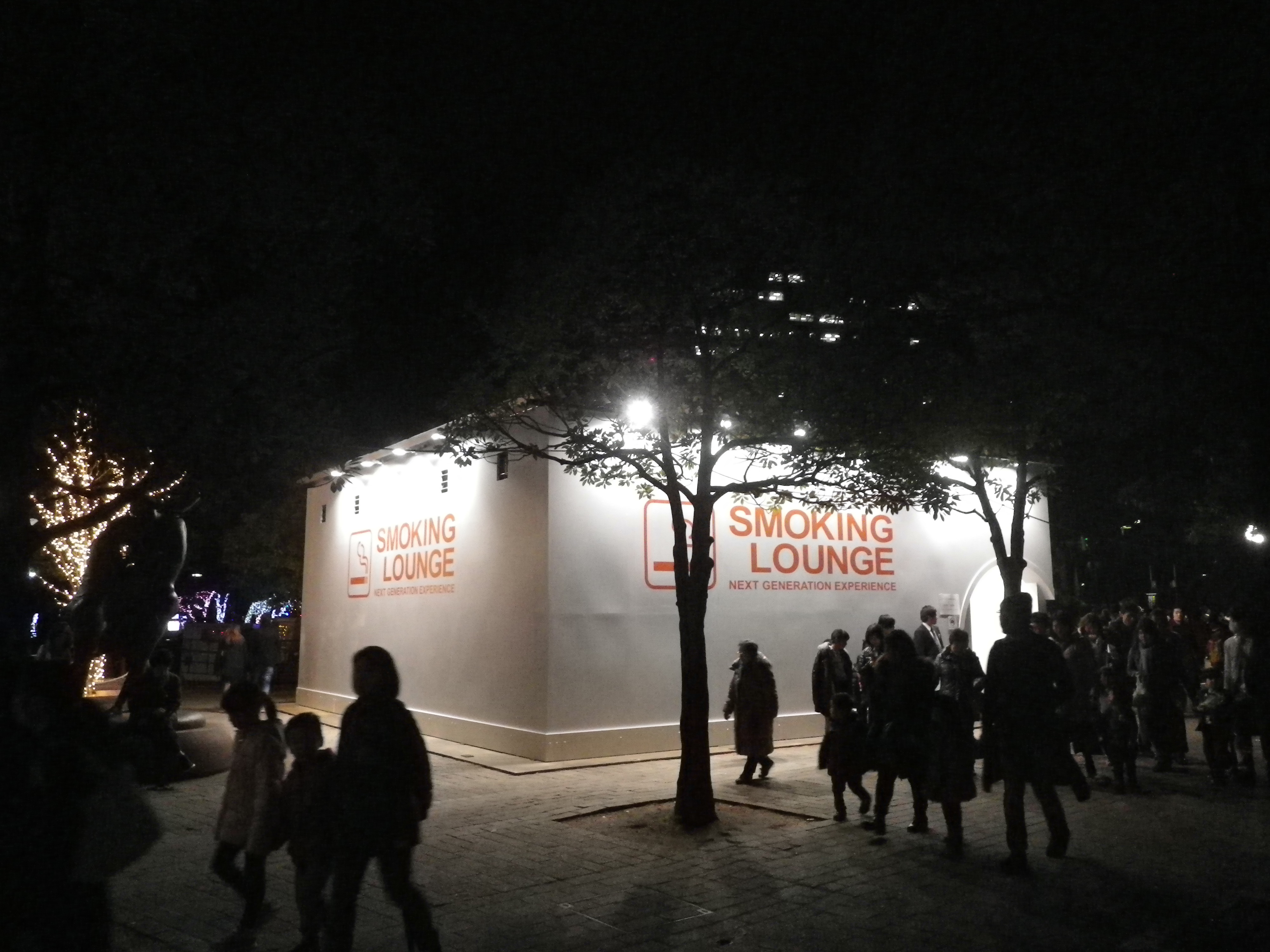
SENDAI光のページェントの会場に設営された電子たばこの販売促進店舗兼喫煙

三菱総合研究所は、研究レポートにおいて「全面禁煙規制を実施した場合は4兆1544億円のプラスの経済的影響、分煙規制を実施した場合は1兆2628億円のマイナスの経済的影響が発生する」との試算を発表している。

#### 交通機関での禁煙・分煙
駅やバス停などでは1990年代から、一般スペース（禁煙）と分離した形での喫煙場所設置が進み、2000年代には「喫煙コーナーを除き禁煙」は、駅案内放送の常套句と呼べるものとなった。
しかし、普通列車用のホームは、一角を完全に区切って喫煙場所を設置するには狭隘であり、プラットホーム上を面的に指定するに留まっているケースもある（設備投資が難しいローカル線でこの傾向が強い）。このような喫煙場所は跨線橋や改札付近など乗客の往来が激しい位置に設置されたり、風向きによって喫煙場所が風上となるケースも多いため、完全分煙とした場合は意味をなさない。
また、ホームの端のほうに喫煙場所を設ける場合でも、駅利用者が増大するラッシュ時には余り意味を成さなくなるため、時間帯で喫煙禁止とするなどの方策も見られた。近年では、これらの問題を解決すべくホームを終日禁煙とする駅が私鉄を中心に増加している。
2000年代には、バス（高速バスを含む）・旅客機が概ね禁煙ないし分煙体制にある（一部例外サービスあり）、鉄道は特急（新幹線含む）で喫煙車と禁煙車が分離されているほか、概ね普通列車では車内禁煙である。
タクシーにおいても受動喫煙防止や労働安全衛生の観点から禁煙化が進められており、東日本では禁煙タクシーが大勢を占める。乗車ドアなどに｢禁煙タクシー｣などの表示も見られる。こういった禁煙タクシー内で喫煙すれば、降車を要求される場合もあるが運転手の判断でそのまま運転を継続しても良い。